# مروان بن معاوية
أبو عبد الله مروان بن معاوية بن الحارث بن عثمان بن أسماء بن خارجة بن حصن بن حذيفة بن بدر الفزاري ،كان من أهل الكوفة ثم أتى الثغر فأقام به ثم قدم بغداد فأقام بها ونزلها وسمع منه البغداديّون، وكان حافظاً ثقة، ثم خرج إلى مكة فأقام بها وتوفي بها في عشر ذي الحجة قبل التروية بيوم سنة 193 هـ، وهو ابن عم الإمام أبي إسحق الفزاري.

## أقوال العلماء فيه
- روى أبو بكر الأسدي ،عن أحمد بن حنبل ،قال: «ثبت حافظ.»
- وروى عثمان الدارمي ،عن يحيى ،قال: «ثقة.»
- وقال علي بن المديني: «ثقة فيما روى عن المعروفين، وضعفه فيما روى عن المجهولين ،قال الإمام الذهبي في سير أعلام النبلاء، قلت: إنما الضعف من قبلهم ،كان يروي عن كل ضرب ،وقد كان سفيان الثوري مع جلالته يفعل كذلك.»
- وقال علي بن الحسين بن الجنيد: قال محمد بن عبد الله بن نمير: «كان مروان  يلتقط الشيوخ من السكك.»
- وقال العجلي: «ثقة ثبت ما حدث عن المعروفين ،وما حدث عن المجهولين ،ففيه ما فيه ،وليس بشيء.»
- وقال أبو حاتم: «صدوق لا يدفع عن صدق ،وتكثر روايته عن الشيوخ المجهولين.»

## ممن روي عنهم
حدث عن : حميد الطويل، وعاصم الأحول، وسليمان التيمي، وأبي مالك الأشجعي، وعوف الأعرابي، وسعد بن عبيد، والحسن بن عمرو الفقيمي، ويحيى بن سعيد الأنصاري، وهاشم بن هاشم بن عتبة، ويزيد بن كيسان، وإسماعيل بن أبي خالد، والأعمش، وبهز بن حكيم، وأيمن بن نابل، ورشدين بن كريب، وطلحة بن يحيى، وعبد الله بن عبد الرحمن الطائفي، وعبيد الله بن عبد الله الأصم، وعطاء بن عجلان، ومحمد بن سوقة، وابن إسحاق، وهلال بن عامر ،وغيرهم.

## ممن روي عنه
حدث عنه : الحميدي، وزكريا بن عدي، وسعيد بن منصور، ويحيى بن معين، وابن راهويه، وأبو خيثمة، وعلي بن المديني، وابن نمير، وأحمد بن منيع، ومحمد بن سلام البيكندي، وأبو بكر بن أبي شيبة، ودحيم، وعمرو الناقد، وأبو كريب، ومحمد بن يحيى العدني، ويعقوب الدورقي، ومحمد بن هشام بن ملاس، وأبو عمار الحسين بن حريث، وزياد بن أيوب، والحسن بن عرفة، وسليمان بن عبد الرحمن، وسويد بن سعيد، وعمرو بن رافع القزويني، وعمرو بن عثمان، وكثير بن عبيد، وغيرهم.